# التخطيط المحلي

## التخطيط المحلي
يركز على تحقيق أهداف مشروعات محددة على مستوى المجتمعات المحلية والوحدات الإنتاجية، والهدف منه تطوير هذه القطاعات من خلال الاستخدام الأمثل للموارد لتلبية الاحتياجات المحلية بناء على ما يتوفر فيها من إمكانيات.
التخطيط المحلي local planning لا تنفصل خطه لتنمية المجتمع المحلي عن خطه التنمية القومية الشاملة بل يجب أن تكون جزءا منها حتى نضمن تحقيق التوازن بين القطاعات المختلفة علي المستوى القومي.
لابد من أن توضع في الحسبان الجهود المحلية لتنمية المجتمعات المحلية وأن تتقابل صاعده مع الجهود القومية الهابطة من أعلي حتى تتكامل الخطة وتكون شامله للمجتمع القومي بأسره سواء عن طريق قطاعاته أو عن طريق مجتمعاته المحلية. وبهذا يمكن اعتبار تنمية المجتمعات المحلية وسيلة من وسائل تنمية المجتمع القومي.

### مميزات التخطيط المحلي
- يحقق التخطيط علي المستوى المحلي المشاركة الفعليه والديمقراطية السلميه للمواطنين بصوره أوسع بصوره أوسع من التخطيط القومي.
- يمكن أن يكون التخطيط حقل تجارب يساعد علي تجنب الفشل في الخطة القومية.[2]
- يساعد التخطيط المحلي علي نشر الوعي التخطيطى وإثارة حماس الناس لأسلوب التخطيط لشعورهم بأنه نابع منهم وليس مفروضا عليهم.
- يمكن أن يخفض التخطيط المحلي في نفقات المشروعات وذلك باستخدام الموارد المحلية استخداما كاملا.[2]